# Ruszlan Petrovics Rotany
Ruszlan Petrovics Rotany (ukránul: Руслан Петрович Ротань; Poltava, 1981. október 29. –) ukrán válogatott labdarúgó, edző.

## Pályafutása
1999 óta professzionális játékos, a FK Dnyipróban kezdte pályafutását. 2004-ben vett először részt az UEFA-kupában, a legjobb 16 közé jutottak és Rotany betalált az Utrecht FC kapujába. 2005. nyarán szerződött a Dinamo Kijivhez és megkapta a 14-es mezt. A Dinamóban 27 meccset játszott és 4 gólt lőtt. 2005-ben a Dinamo Kijivvel kiesett a BL 2. selejtezőkörében. Részt vett a 2006-os labdarúgó-világbajnokságon, 134 percen 43 passzt adott, 2 labdát szerzett, 1-et elvesztett.
A 2007–2008-as idény téli szünetében visszament Dnyipropetrovszkba, ahol aláírt egy három évre szóló szerződést. Most a 29-es mezszámmal játszik.

## Sikerei, díjai
- Dinamo Kijiv
- Ukrán bajnokság
  - bajnok: 2007
- Ukrán kupa
  - győztes: 2006, 2007
- Ukrán szuperkupa
  - győztes: 2006, 2007